# 航空公司呼号

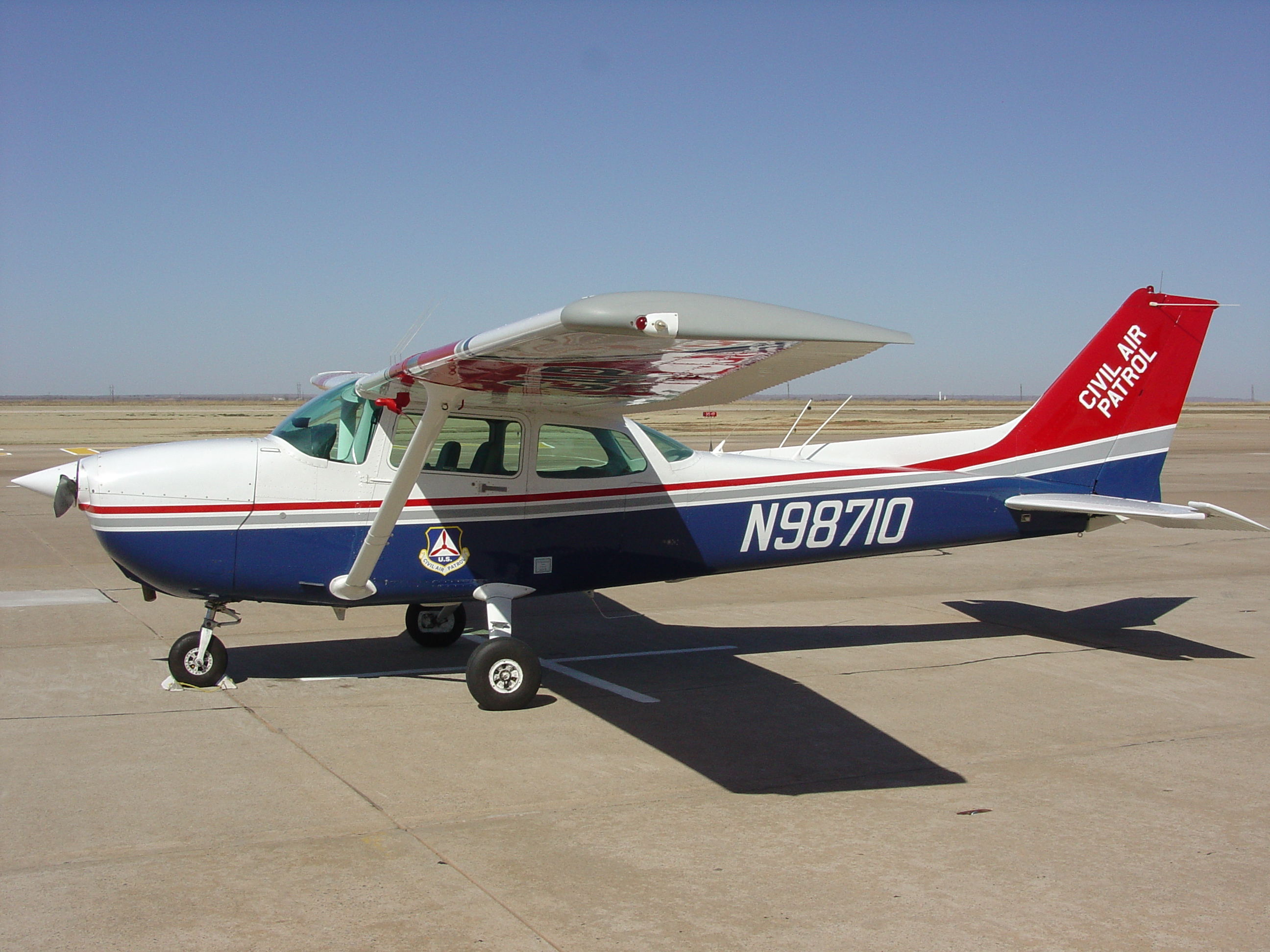

在無線電通訊中，每個傳訊者都有自己獨特的呼號用來識別，而各大航空公司通常已經在國際民航組織或聯邦航空局登記自己的呼號。呼號通常都是航空公司的名稱，像國泰航空─Cathay、漢莎航空─Lufthansa、马来西亚航空─Malaysian、聯合航空─United等。但也有例外的，如英國航空─Speedbird、中華航空─Dynasty等等。再在呼號後加上航班編號，如马来西亚航空717号航班就是Malaysian-seven-one-seven。而一些重型航機（尾流大）會在呼號後再加上HEAVY（如Malaysian-seven-one-seven-heavy，中文呼号对应“重型”），讓航空管制員知道該航班情況，不能執行一些指令（像保持低速等），同时让后机保持較大间距以免受其尾流影响。波音757的大推力发动机使得它成为唯一一种需要在呼号中添加“Heavy”的窄体飞机。此外，A380和安-225航班也會在呼號後加“Super”，和“Heavy”分開。
中国大陆的航空公司有中文呼号以供在中国大陆境内使用，例如中国国际航空─国航、厦门航空─白鹭。

## 外部連結
- 世界各地航空公司的代码及呼號 （页面存档备份，存于）